# Clavija
Clavija es un género de plantas con flores perteneciente a la familia  Theophrastaceae.  Comprende 91 especies descritas y de estas, solo 54 aceptadas. Es originario de Centroamérica hasta Paraguay.

## Descripción
Son arbustos o árboles pequeños, no ramificados o escasamente ramificados, perennifolios, en su mayoría dioicos o subdioicos. Hojas grandes a muy grandes (hasta 120 cm), las superficies débilmente estriadas, aparentemente glabras o glandular-pilosas en el envés, los márgenes enteros, serrulados o serrados; pecíolos bien marcados. Racimos laterales u ocasionalmente subterminales, generalmente muy abundantes a lo largo del tallo entre las hojas y debajo de éstas, con pocas a muchas flores, en su mayoría más cortos en las plantas pistiladas; brácteas lanceolado-ovadas, insertadas en los nudos o algunas veces adnatas a la parte inferior del pedicelo. Flores (en las especies Mesoamericanas) 4-meras, estaminadas, pistiladas o bisexuales; corola crateriforme, anaranjada, los lobos suborbiculares con márgenes más o menos aplanados; estaminodios más o menos oblongos, gibosos; filamentos de los estambres en flores estaminadas y bisexuales fusionados en un tubo, en flores pistiladas connatos en la base; estilo más corto que el ovario, los óvulos pocos a 25. Frutos subglobosos, anaranjados o amarillos, el pericarpo en su mayoría delgado y quebradizo; semillas irregularmente obtuso-angulosas, frecuentemente algo comprimidas, pardas.

## Taxonomía
El género fue descrito por Ruiz & Pav. y publicado en Florae Peruvianae, et Chilensis Prodromus 142, pl. 30. 1794. La especie tipo es: Clavija macrocarpa Ruiz & Pav.

## Especies seleccionadas
- Clavija alleni
- Clavija allenii
- Clavija antioquensis
- Clavija biborrana
- Clavija macrocarpa - lúcuma de monte, montelúcuma[4]